# Distretto di El Mantaro
Il distretto di El Mantaro è uno dei trentaquattro distretti della provincia di Jauja, in Perù. Si trova nella regione di Junín e si estende su una superficie di 17,76 chilometri quadrati.